# Liste der Bodendenkmale im Landkreis Görlitz

Karte des Landkreises Görlitz

In der Liste der Bodendenkmale im Landkreis Görlitz sind die Bodendenkmale im Landkreis Görlitz nach dem Stand der Auflistung von Harald Quietzsch und Heinz Jacob aus dem Jahr 1982 aufgeführt. Eventuelle Änderungen und Ergänzungen, insbesondere aus der Zeit nach der Wende, sind nicht berücksichtigt, da für Sachsen aktuell keine neueren allgemein zugänglichen Bodendenkmallisten vorliegen. Die Kulturdenkmale sind in der Liste der Kulturdenkmale im Landkreis Görlitz aufgeführt.
Diese Liste ist eine Teilliste der Liste der Bodendenkmale in Sachsen.

## Aufteilung
Wegen der großen Anzahl von Bodendenkmalen im Landkreis Görlitz ist diese Liste in Teillisten nach den Städten und Gemeinden aufgeteilt.
| Karte | Bodendenkmale in …                 | Denkmale |
| ----- | ---------------------------------- | -------- |
|       | Bad Muskau (Mužakow)               |          |
|       | Beiersdorf                         |          |
|       | Bernstadt a. d. Eigen              |          |
|       | Bertsdorf-Hörnitz                  |          |
|       | Boxberg/O.L. (Hamor)               |          |
|       | Dürrhennersdorf                    |          |
|       | Ebersbach-Neugersdorf              |          |
|       | Gablenz (Jabłońc)                  |          |
|       | Görlitz                            |          |
|       | Groß Düben (Dźěwin)                |          |
|       | Großschönau                        |          |
|       | Großschweidnitz                    |          |
|       | Hähnichen                          |          |
|       | Hainewalde                         |          |
|       | Herrnhut                           |          |
|       | Hohendubrau (Wysoka Dubrawa)       |          |
|       | Horka                              |          |
|       | Jonsdorf                           |          |
|       | Kodersdorf                         |          |
|       | Königshain                         |          |
|       | Kottmar                            |          |
|       | Krauschwitz (Krušwica)             |          |
|       | Kreba-Neudorf (Chrjebja-Nowa Wjes) |          |
|       | Lawalde                            |          |
|       | Leutersdorf                        |          |
|       | Löbau                              |          |
|       | Markersdorf                        |          |
|       | Mittelherwigsdorf                  |          |
|       | Mücka (Mikow)                      |          |
|       | Neißeaue                           |          |
|       | Neusalza-Spremberg                 |          |
|       | Niesky                             |          |
|       | Oderwitz                           |          |
|       | Olbersdorf                         |          |
|       | Oppach                             |          |
|       | Ostritz                            |          |
|       | Oybin                              |          |
|       | Quitzdorf am See                   |          |
|       | Reichenbach/O.L.                   |          |
|       | Rietschen (Rěčicy)                 |          |
|       | Rosenbach                          |          |
|       | Rothenburg/O.L.                    |          |
|       | Schleife (Slepo)                   |          |
|       | Schönau-Berzdorf a. d. Eigen       |          |
|       | Schönbach                          |          |
|       | Schöpstal                          |          |
|       | Seifhennersdorf                    |          |
|       | Trebendorf (Trjebin)               |          |
|       | Vierkirchen                        |          |
|       | Waldhufen                          |          |
|       | Weißkeißel (Wuskidź)               |          |
|       | Weißwasser (Běła Woda)             |          |
|       | Zittau                             |          |